# Eritrichium sinomicrocarpum
Eritrichium sinomicrocarpum är en strävbladig växtart som beskrevs av Wen Tsai Wang. Eritrichium sinomicrocarpum ingår i släktet Eritrichium och familjen strävbladiga växter. Inga underarter finns listade i Catalogue of Life.